# Liste der litauischen Botschafter in Lettland

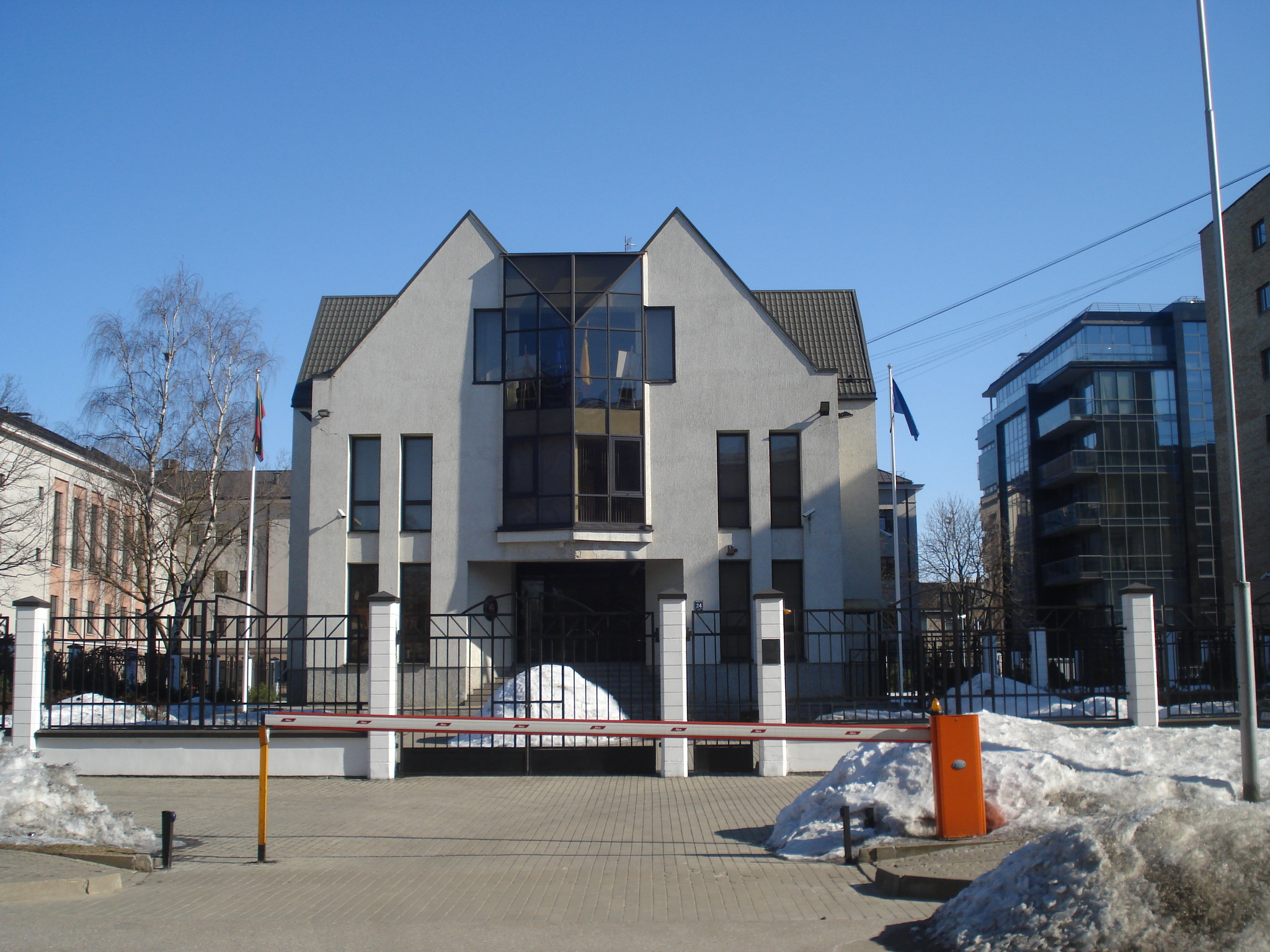
Litauische Botschaft in Riga (2013)

Liste der litauischen Botschafter in Lettland.

## Missionschefs
- 1991–1995: Algirdas Žvirėnas, Geschäftsträger bis 1993[1]
- 1995–1999: Rimantas Karazija
- 1999–2004: Petras Vaitiekūnas
- 2004–2006: Osvaldas Čiukšys
- 2006–2008: Antanas Vinkus
- 2008–2011: Antanas Valionis
- 2011–2016: Ričardas Degutis
- 2016–heute: Artūras Žurauskas